# 福井口駅
福井口駅（ふくいぐちえき）は、福井県福井市宝永一丁目にある、えちぜん鉄道の駅である。駅番号はE3。
勝山永平寺線と三国芦原線が乗り入れており、両路線の分岐駅となっている。三国芦原線は当駅が起点となるが、同線の列車は勝山永平寺線経由で福井駅に発着している。

## 歴史
- 1914年（大正3年）
  - 2月11日：京都電燈越前電気鉄道の新福井駅 - 市荒川（現在の越前竹原駅）間開業に伴い[3][4]、志比口駅（しひぐちえき）として開設[1][2]。
  - 9月1日：駅名を福井口駅に改称[2][5]。
- 1928年（昭和3年）12月30日：三国芦原電鉄の当駅 - 芦原（現在のあわら湯のまち駅）間が開業[4][6]。
- 1942年（昭和17年）
  - 3月2日：京福電気鉄道（京福）設立に伴い[7]、越前電気鉄道の路線は京福越前線（後の越前本線）となる[4]。
  - 8月1日：三国芦原電鉄が京福と合併[7]、三国芦原電鉄の路線は京福三国芦原線となる[4]。
- 2001年（平成13年）6月24日：列車正面衝突事故が発生（京福電気鉄道越前本線列車衝突事故）[8]。これに伴う全線運行休止により休業[9][10]。
- 2003年（平成15年）
  - 2月1日：京福がえちぜん鉄道に駅施設を譲渡[10]。越前本線の路線名を勝山永平寺線に改称し、三国芦原線の名称は継続して使用[2]。
  - 7月20日：勝山永平寺線の福井 - 永平寺口間、ならびに三国芦原線の当駅 - 西長田（現在の西長田ゆりの里駅）間の運行再開に伴い、営業再開[10]。
- 2006年（平成18年）4月9日：新福井 - 当駅間が単線化[2]。
- 2015年（平成27年）9月27日：福井 - 当駅間の仮高架化に伴い、JR在来線高架下に移転。3面5線から1面2線に変更[11][12][13]。同時に勝山永平寺線の当駅 - 越前開発間が単線化[11][12]。
- 2018年（平成30年）6月24日：高架化[14][15][16]。1面3線に変更[17]。
- 2021年（令和3年）11月：自動券売機が設置される。

## 駅構造
島式ホーム1面2線と切り欠きホーム1本の計3線を有する高架駅。早朝と夜間を除いて駅員が配置される。また、ホーム全体が上屋で覆われている。
| のりば | 路線                                     | 方向                                     | 行先                                     |
| ------ | ---------------------------------------- | ---------------------------------------- | ---------------------------------------- |
| 1      | ■三国芦原線                              | 下り                                     | あわら湯のまち・三国港方面               |
| 1      | ■勝山永平寺線                            | 下り                                     | 永平寺口・勝山方面                       |
| 2      | ■三国芦原線 ■勝山永平寺線                | 上り                                     | 福井方面（一部、１番のりばを使用）       |
| 3      | 臨時ホーム（主に車両基地の入出庫に使用） | 臨時ホーム（主に車両基地の入出庫に使用） | 臨時ホーム（主に車両基地の入出庫に使用） |

2015年9月26日までは単式ホーム1面1線と島式ホーム2面4線の計5線を有し、駅舎は東側のえちぜん鉄道線と、西側のJR線の高架線・旧地上線跡地に挟まれて設置されていた。各ホーム間は構内踏切で連絡していた。
2015年9月27日から2018年6月23日までは高架工事のため仮線に移行し、島式ホーム1面2線に変更。駅舎は西日本旅客鉄道（JR西日本）北陸本線高架線の下に設置された。なお、当駅 - 福井駅間は北陸新幹線の高架橋を暫定利用する形で運行された。
2015年9月26日までののりば
- 1番ホーム - 勝山永平寺線永平寺口・勝山方面および三国芦原線あわら湯のまち・三国港方面[1]
- 2番ホーム - 三国芦原線の福井行き（勝山永平寺線永平寺口・勝山方面の一部列車）[1]
- 3番ホーム - 勝山永平寺線の福井行き（車両基地入出庫にも使用）[1]
  - 2・3番ホームは通常は片面のみの使用。

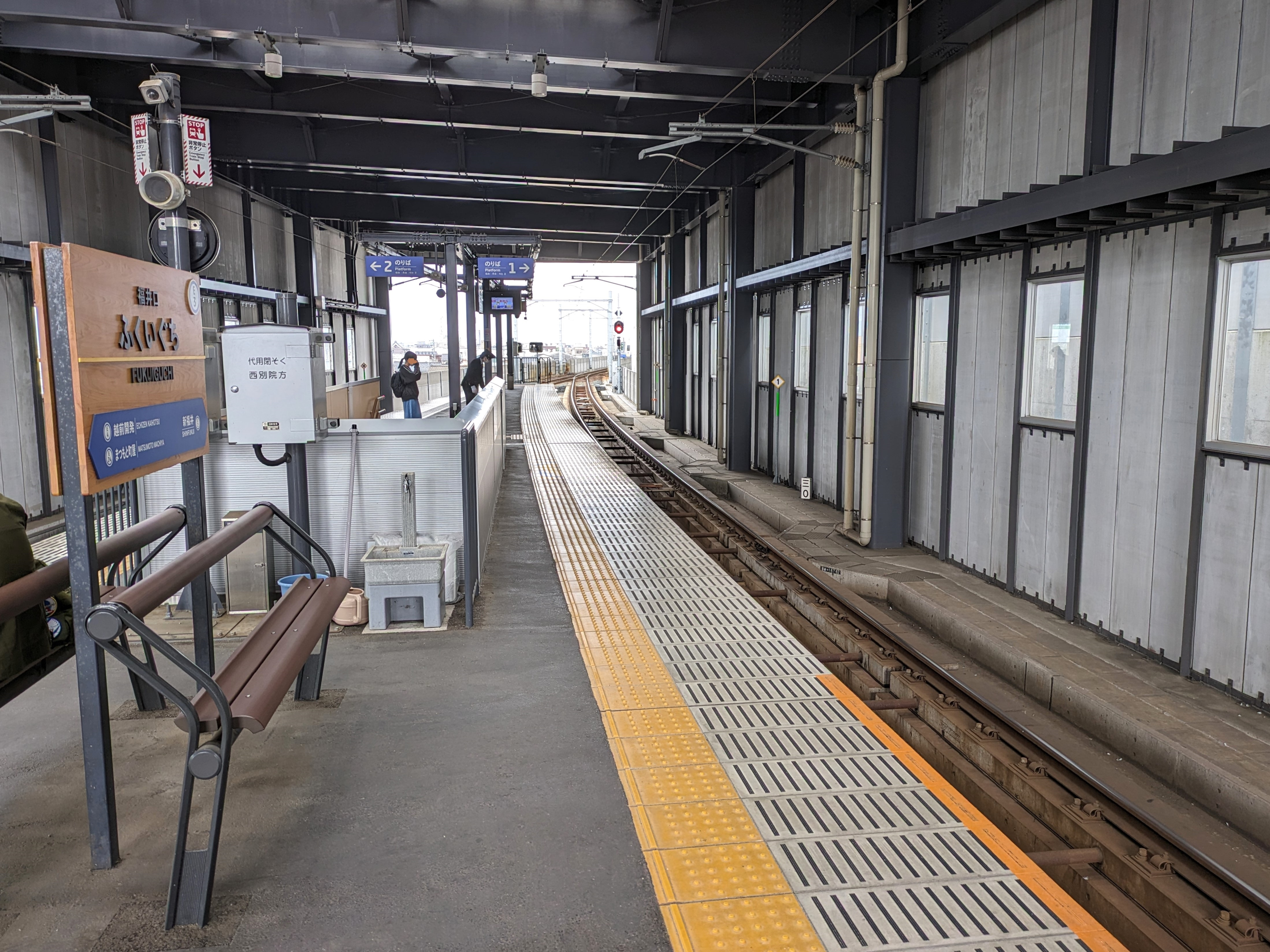
1・2番ホーム（2024年5月）
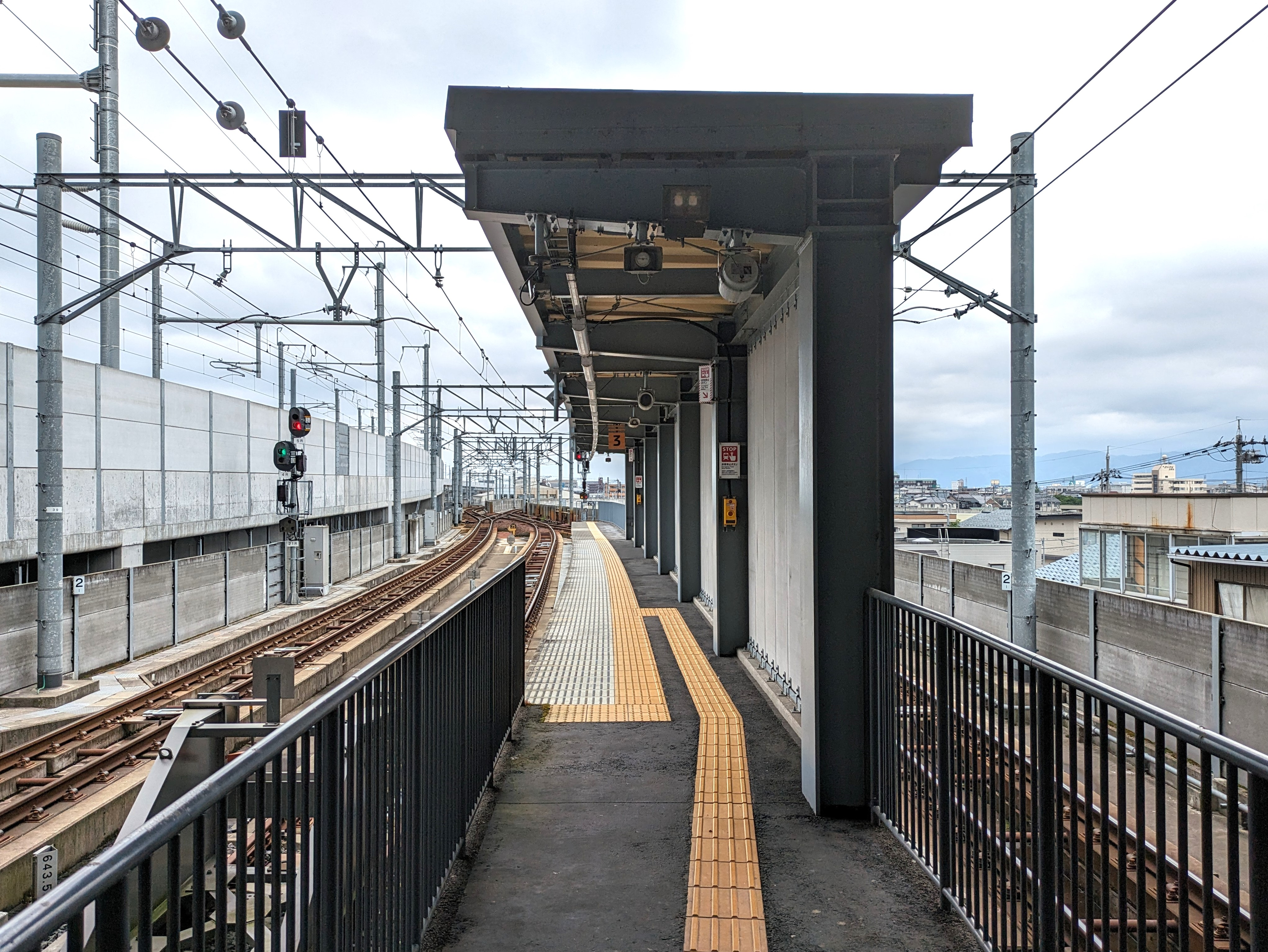
3番ホーム（2024年5月）
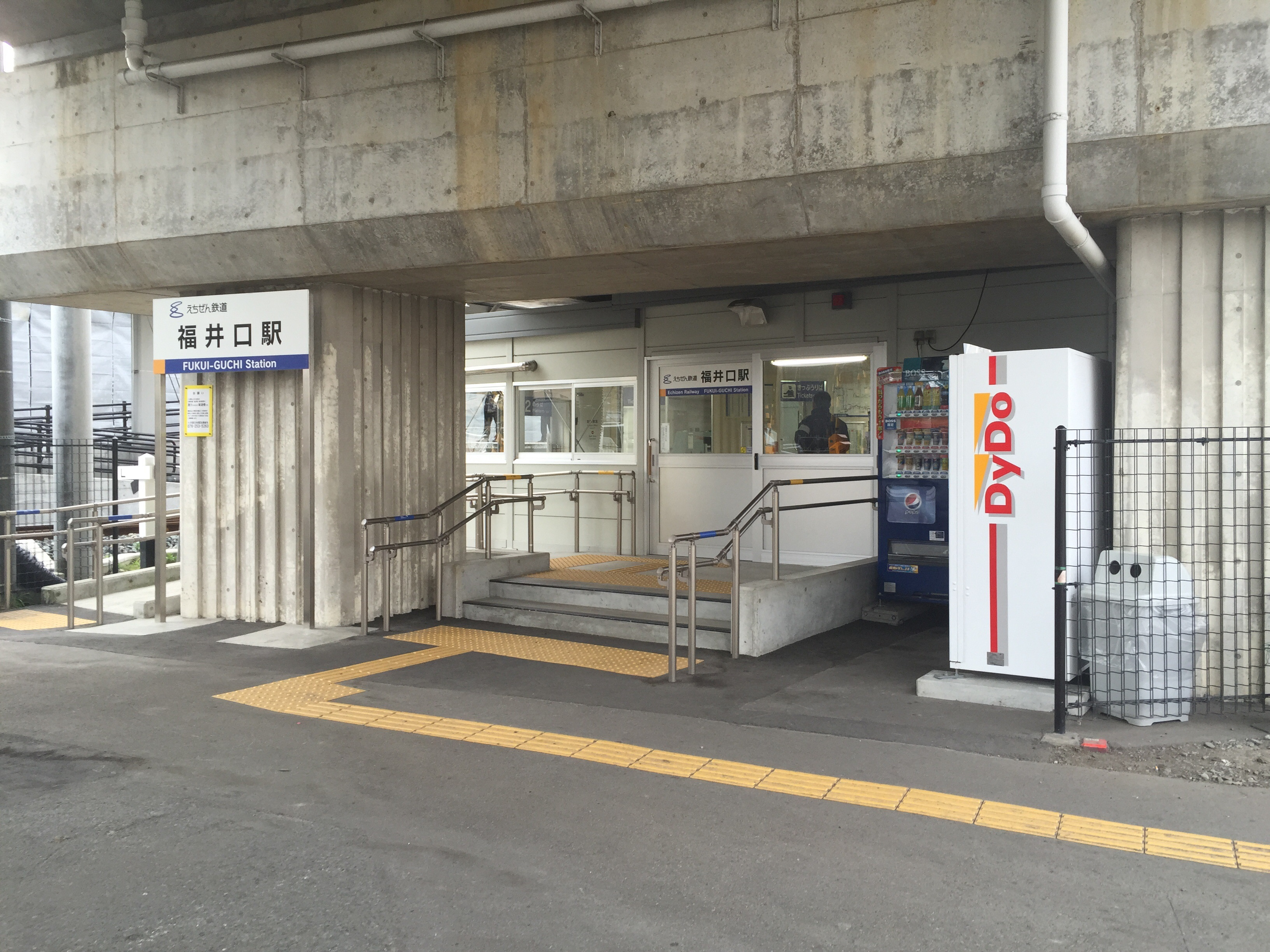
駅入口（2016年11月）
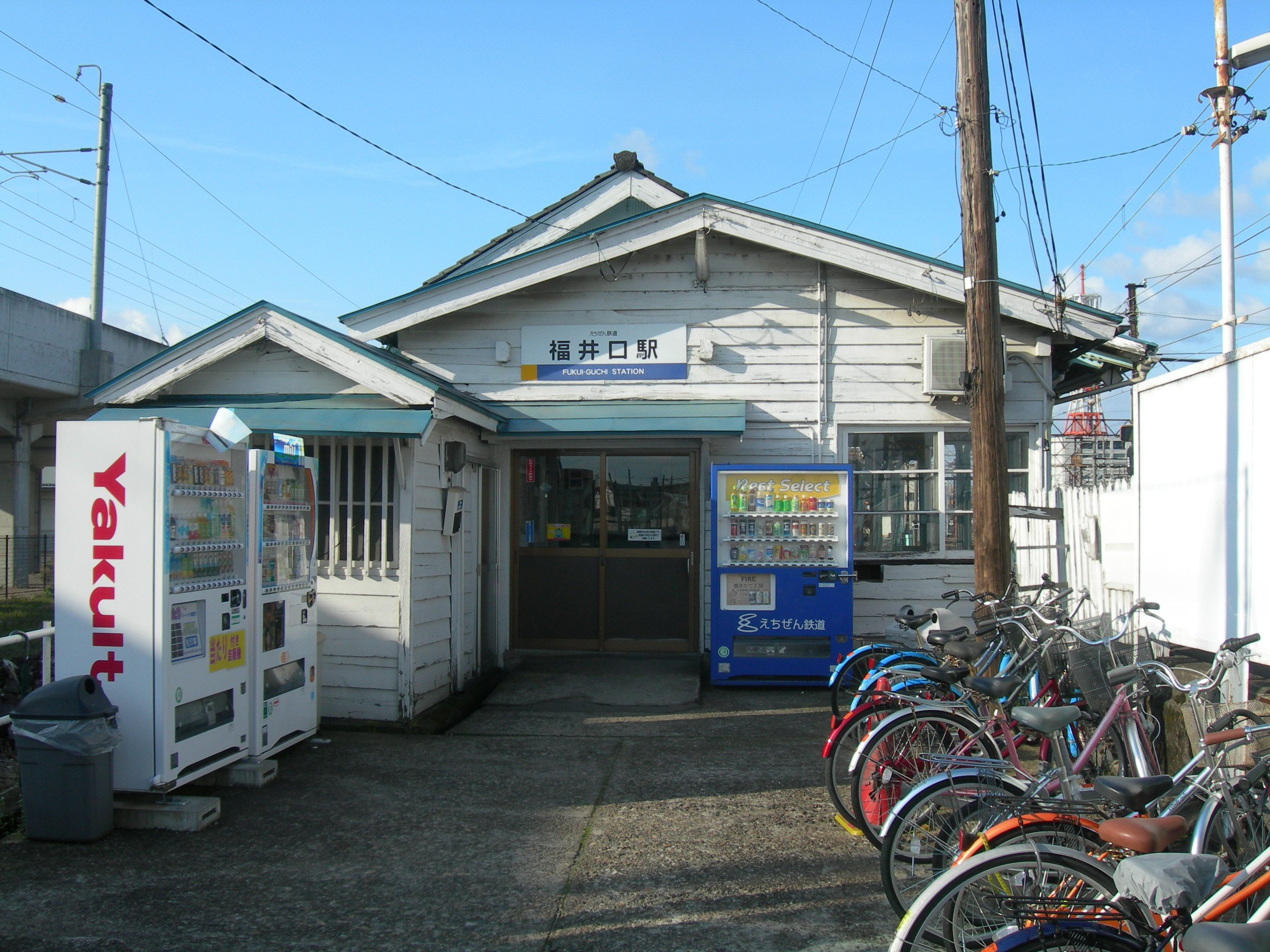
旧駅舎（2009年3月）
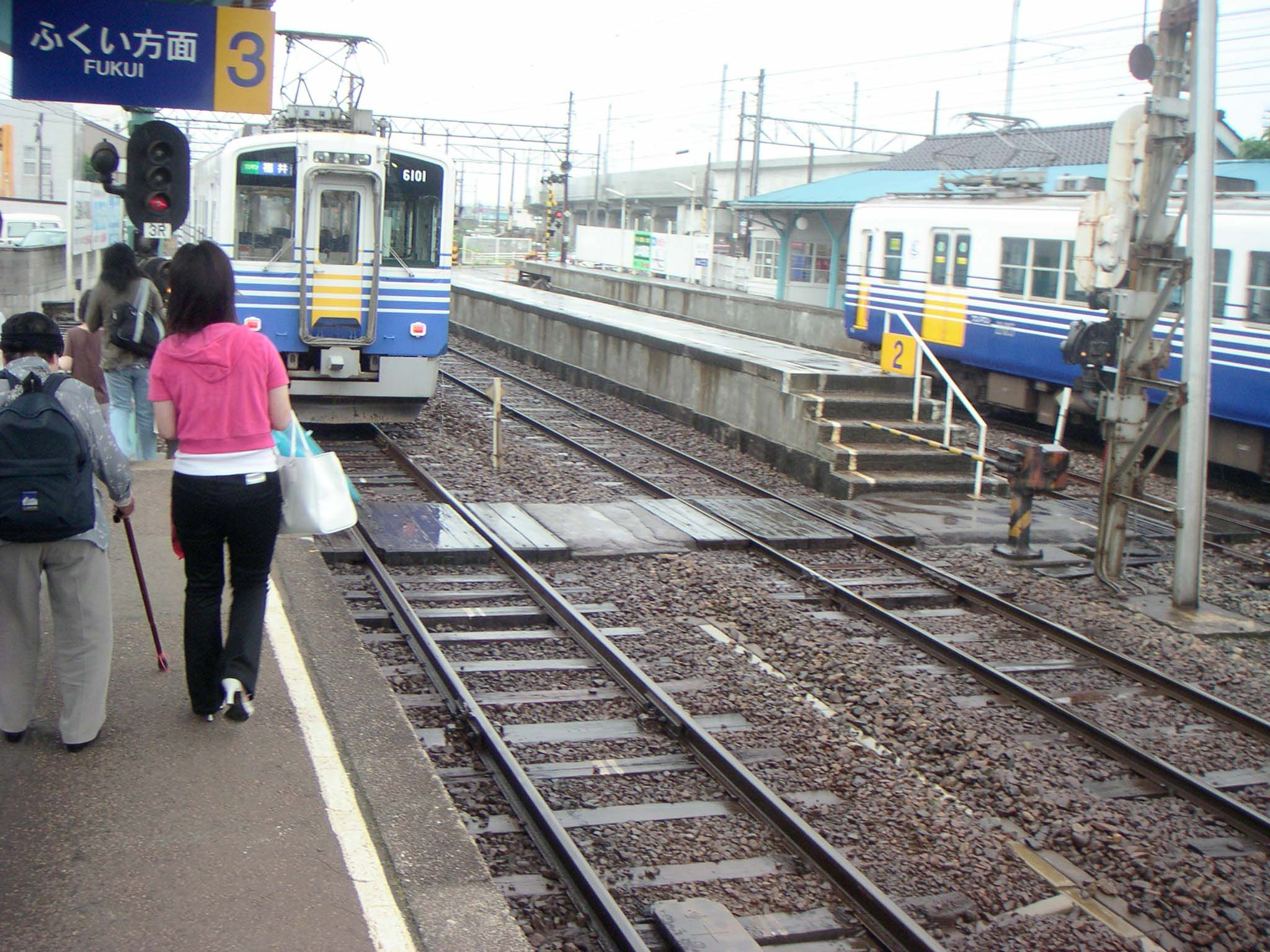
高架化前のホーム（2005年7月）

## その他の特徴
車両基地所在駅であり、福井まで回送列車が設定されている。かつて京福の時代、検修庫・留置線は勝山永平寺線沿いにあったが、福井駅周辺の高架化工事に伴い、北陸本線と三国芦原線との間に新検修庫と新本社事務所を建設し、2009年3月29日から使用を開始した。
かつては駅に隣接してシェル石油（昭和シェル石油を経て現在の出光興産）の油槽所があり貨物輸送（車扱貨物、当駅 - 新福井駅間）を行っていたが、1980年8月1日の時点で貨物輸送を廃止した。

## 利用状況
1日の平均乗降人員は以下のとおりである。
| 乗降人員推移 | 乗降人員推移 |
| 年度         | 1日平均人数  |
| ------------ | ------------ |
| 2011年       | 416          |
| 2012年       | 417          |
| 2013年       | 445          |
| 2014年       | 457          |
| 2015年       | 446          |
| 2016年       | 500          |
| 2017年       | 527          |
| 2018年       | 512          |

## 駅周辺
- えちぜん鉄道本社、同車両基地
- クスリのアオキ 志比口店 - 京福電気鉄道旧福井鉄道部および車両基地、福井交通旧本社および車庫、旧京福タクシー本社および車庫、京福バス貸切営業所および旅行センター（旧京福エージェンシー）の跡地
  - 京福電気鉄道旧福井鉄道部および車両基地をえちぜん鉄道が引き継ぎ、しばらく使用していたが、その後[いつ?]、現在地へ移転している。
  - 2020年（令和2年）6月1日、福井交通本社と併設されていた京福バス貸切営業所および旅行センターが京福バス本社所在地へ移転し[26][27]、跡地に福井市の都市計画道路「志比口開発線」[28]とクスリのアオキ志比口店[29]ができた。
- 福井県立病院（福井県立看護専門学校・福井県立福井東特別支援学校を併設）
- 福井市進明中学校
- 福井県道128号福井停車場米松線（松本通り）
- 福井県道179号淵上志比口線（板垣橋通り）

## 隣の駅
えちぜん鉄道
■勝山永平寺線
□快速（上りのみ）・■普通
新福井駅 (E2) - 福井口駅 (E3) - 越前開発駅 (E4)
■三国芦原線（当駅から勝山永平寺線へ直通）
□快速（上りのみ）・■普通
新福井駅（勝山永平寺線）(E2) - 福井口駅 (E3) - まつもと町屋駅 (E24)